# Hoplodictya
Hoplodictya är ett släkte av tvåvingar. Hoplodictya ingår i familjen kärrflugor.
Kladogram enligt Catalogue of Life:
| Hoplodictya | \| \| Hoplodictya acuticornis \| \| \| \| \| \| Hoplodictya australis \| \| \| \| \| \| Hoplodictya kincaidi \| \| \| \| \| \| Hoplodictya setosa \| \| \| \| \| \| Hoplodictya spinicornis \| \| \| \| |
|             | \| \| Hoplodictya acuticornis \| \| \| \| \| \| Hoplodictya australis \| \| \| \| \| \| Hoplodictya kincaidi \| \| \| \| \| \| Hoplodictya setosa \| \| \| \| \| \| Hoplodictya spinicornis \| \| \| \| |
|             | Hoplodictya acuticornis |
|             | |
|             | Hoplodictya australis |
|             | |
|             | Hoplodictya kincaidi |
|             | |
|             | Hoplodictya setosa |
|             | |
|             | Hoplodictya spinicornis |
|             | |